# Kulturmiljölagen

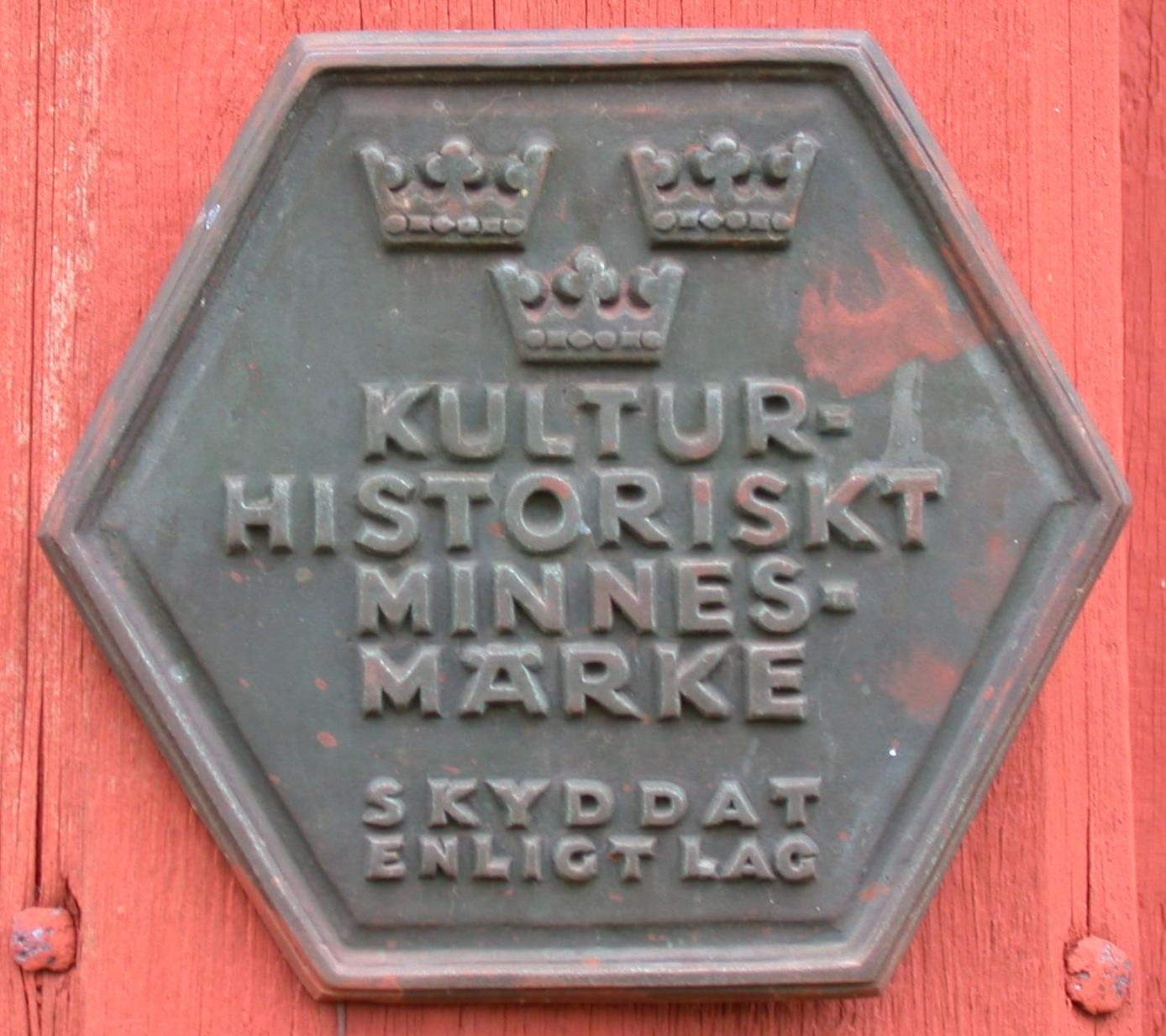
Äldre skylt för kulturminne. De flesta skyddade kulturminnen är inte uppskyltade.

kulturmiljölagen (1988:950) (ändrad 2000:265 och 2013:548), före 1 januari 2014 kallad kulturminneslagen, är den centrala lagen för kulturmiljövården i Sverige.
Lagen inleds: "Det är en nationell angelägenhet att skydda och vårda kulturmiljön. Ansvaret för kulturmiljön delas av alla. Såväl enskilda som myndigheter ska visa hänsyn och aktsamhet mot kulturmiljön. Den som planerar eller utför ett arbete ska se till att skador på kulturmiljön undviks eller begränsas. Bestämmelserna i denna lag syftar till att tillförsäkra nuvarande och kommande generationer tillgång till en mångfald av kulturmiljöer"
Utöver denna inledande portalparagraf innehåller lagen detaljerade bestämmelser om bland annat fornlämningar, fornfynd, byggnadsminnen, kyrkliga kulturminnen, vissa kulturföremål samt ortnamn. Den myndighet som har det övergripande ansvaret är Riksantikvarieämbetet. Länsstyrelserna ansvarar för tillsynen på länsnivå.

## Bestämmelser
Om till exempel lösa fornfynd säger lagen att om de hittas i anslutning till en fornlämning så tillfaller de staten. Om de däremot påträffas på annat ställe, eller under andra omständigheter, så tillfaller fyndet upphittaren. Man måste dock erbjuda staten att lösa in föremålet om det är av guld, silver, koppar eller brons, eller om man har hittat flera föremål på samma ställe och man därför tror att de lagts ner tillsammans, så kallat depåfynd.
Lagen innehåller också bestämmelser om god ortnamnssed, det vill säga att ortnamnen inte får ändras utan starka skäl. I kulturmiljölagen står också att inga metallsökare får användas i Sverige utan tillstånd av länsstyrelsen. Försvarsmakten, Riksantikvarieämbetet, de som på uppdrag av länsstyrelsen söker efter fornfynd samt andra statliga myndigheter som söker efter annat än fornfynd är undantagna från tillståndsplikten.
Vid ett planerat byggnadsprojekt, till exempel ett vägbygge, i ett sannolikt fornlämningsområde skall arbetet i god tid anmälas till länsstyrelsen, som kan beordra en arkeologisk undersökning, en så kallad exploateringsundersökning. Om en fornlämning påträffas under ett pågående arbete skall arbetet avbrytas och fyndet anmälas till länsstyrelsen. Kulturmiljölagen gäller även skeppsvrak som har förlist före 1850.
Äldre kulturföremål som kan vara av stor betydelse för det nationella kulturarvet får inte föras ur landet utan tillstånd från länsstyrelsen.
Böter eller fängelse i upp till 6 månader kan utdömas till den som skadar, förstör, låter bli att rapportera eller för bort fornlämningar.

### Fornlämningar

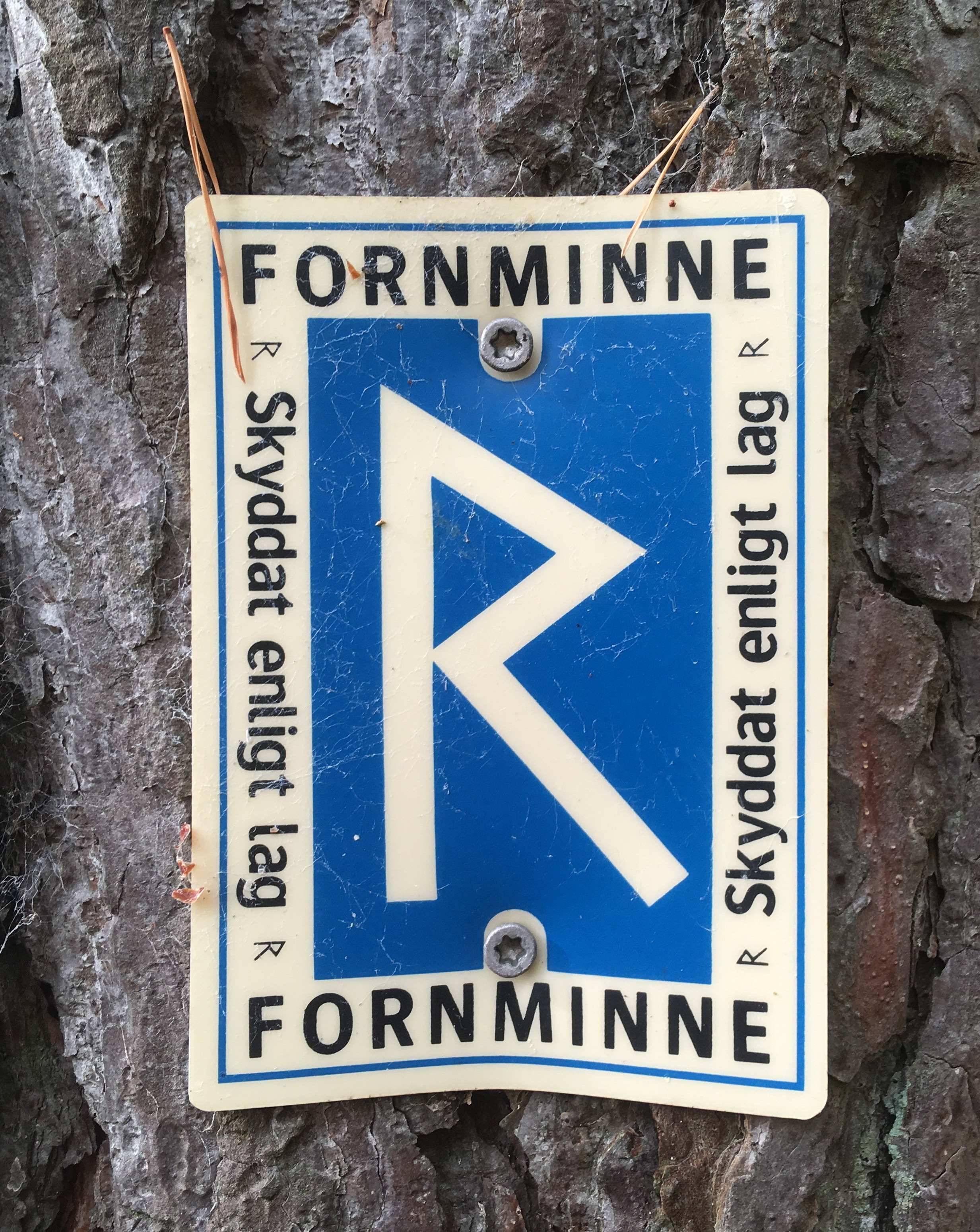
En fornminnesmarkering på Ekerö.

Fornlämningar är lämningar efter människors verksamhet under forna tider, som har tillkommit genom äldre tiders bruk och som är varaktigt övergivna. För att automatiskt skyddas av lagen ska lämningen vara tillkommen före 1850. Länsstyrelserna har rätt att besluta om fornlämningsförklaring av yngre lämningar ifall de i övrigt uppfyller kriterierna för fornlämning. Lämningarna finns kvar på ursprunglig plats och är i stor utsträckning jordfasta. Hit hör till exempel boplatser från förhistorisk tid, gravar, borglämningar, ruiner av kloster, kyrkor och slott, stenar och bergytor med inskrifter och bilder (runstenar, hällristningar) med mera.

### Fornfynd
Till fornfynd (ibland även kallade lösa fornminnen eller lösfynd) räknas föremål som saknar ägare vid fyndtillfället och som antingen hittas i anslutning till en fornlämning eller under andra omständigheter och kan antas vara äldre än 1850. Fornfynd kan finnas i jorden, i gravar eller vara på annat sätt nedlagda, bortkastade eller förlorade.

### Äldre skeppsvrak
Skeppsvrak räknas också som fornlämningar om de har förlist före 1850. De kan vara såväl fynd i sjö och hav som fynd i marken.

### Fornlämningsområde
Till varje fornlämning hör ett så stort fornlämningsområde som krävs för lämningens bevarande. Det betyder att länsstyrelsen kan freda ett område, i direkt anslutning till en fornlämning, som inte i sig är en fornlämning, för att skydda en lämning. Det kan till exempel röra sig om att ta till en buffert vid vägbyggen eller liknade, så att inte erodering av vägslänter sekundärt förstör fornlämningen då vägen är byggd.

### Byggnadsminnen
Kulturhistoriskt värdefulla byggnader, miljöer och anläggningar kan byggnadsminnesförklaras av länsstyrelsen. För att klargöra skyddet fastställs skyddsbestämmelser eller skyddsföreskrifter för varje byggnadsminne.
En fastighetsägare har rätt till ersättning av staten om skyddsbestämmelserna för byggnadsminnet försvårar en pågående markanvändning eller om de utgör ett hinder för rivning och detta innebär en stor värdeförlust för fastigheten.

### Kyrkliga kulturminnen
Kulturmiljölagen föreskriver att kyrkobyggnader och kyrkotomter som tillhör svenska kyrkan ska vårdas och underhållas så att deras kulturhistoriska värde, utseende och karaktär bevaras. Är de byggda eller anlagda före 1940 får de inte på något väsentligt sätt ändras utan tillstånd av länsstyrelsen.
Kyrkliga inventarier med kulturhistoriskt värde ska vårdas och inventeras regelbundet.
Kulturmiljölagen reglerar också den ersättning som betalas ut av staten för skydd och vård av svenska kyrkans kulturhistoriskt värdefulla kyrkliga byggnader och inventarier.